# Segona divisió B espanyola de futbol 2004-2005
Dades de la Temporada 2004-2005 de la Segona divisió B espanyola de futbol:

## Classificació dels clubs dels Països Catalans

### Grup 1
|         |                                  | PJ | Pts | PG | PE | PP | GF | GC |
| ------- | -------------------------------- | -- | --- | -- | -- | -- | -- | -- |
| Ascens  | 1 Real Madrid CF B               | 38 | 76  | 22 | 10 | 6  | 60 | 28 |
|         | 2 Universidad de Las Palmas      | 38 | 70  | 21 | 7  | 10 | 44 | 27 |
|         | 3 Rayo Vallecano                 | 38 | 65  | 17 | 14 | 7  | 45 | 31 |
|         | 4 RSD Alcalá                     | 38 | 63  | 17 | 9  | 12 | 38 | 28 |
|         | 5 CD Leganés                     | 38 | 63  | 19 | 6  | 13 | 45 | 41 |
|         | 6 Club Atlético de Madrid B      | 38 | 60  | 17 | 9  | 12 | 59 | 40 |
|         | 7 UD Las Palmas                  | 38 | 60  | 17 | 9  | 12 | 50 | 33 |
|         | 8 RC Celta de Vigo B             | 38 | 57  | 15 | 12 | 11 | 47 | 48 |
|         | 9 CD Ourense                     | 38 | 57  | 15 | 12 | 11 | 43 | 29 |
|         | 10 Castillo CF                   | 38 | 53  | 13 | 14 | 11 | 34 | 33 |
|         | 11 AD Alcorcón                   | 38 | 49  | 13 | 10 | 15 | 56 | 56 |
|         | 12 UD Vecindario                 | 38 | 48  | 12 | 12 | 14 | 46 | 45 |
|         | 13 UD Lanzarote                  | 38 | 46  | 11 | 13 | 14 | 44 | 50 |
|         | 14 UD San Sebastián de los Reyes | 38 | 46  | 13 | 7  | 18 | 38 | 46 |
|         | 15 UD Pájara Playas de Jandía    | 38 | 44  | 10 | 14 | 14 | 41 | 53 |
|         | 16 CF Fuenlabrada                | 38 | 44  | 10 | 14 | 14 | 43 | 47 |
| Descens | 17 UD Fuerteventura              | 38 | 39  | 9  | 12 | 17 | 34 | 50 |
| Descens | 18 RCD Mallorca B                | 38 | 37  | 10 | 7  | 21 | 34 | 45 |
| Descens | 19 CDA Navalcarnero              | 38 | 30  | 7  | 9  | 22 | 29 | 63 |
| Descens | 20 At. Arteixo                   | 38 | 26  | 5  | 11 | 22 | 32 | 69 |

Màxims golejadors
- 21 	 SOLDADO (R. Madrid B)
- 18 	 ALEJANDRO (Lanzarote)
- 17 	 QUINI (Alcorcón)
- 16 	 GENI (Rayo Vallecano)
- 14 	 MARCOS MÁRQUEZ (Leganés)

Porters menys golejats
- 0,69 	22/32 	 DIEGO LÓPEZ (R. Madrid B)
- 0,75 	21/28 	 CICOVIC (Las Palmas)
- 0,76 	22/29 	 MOISÉS (Univ. Las Palmas)
- 0,78 	25/32 	 LEAL (Alcalá)
- 0,87 	26/30 	 SEGURA (Rayo Vallecano)

### Grup 3
|         |                   | PJ | Pts | PG | PE | PP | GF | GC |
| ------- | ----------------- | -- | --- | -- | -- | -- | -- | -- |
|         | 1 Alacant CF      | 38 | 76  | 22 | 10 | 6  | 61 | 24 |
| Ascens  | 2 Hèrcules CF     | 38 | 65  | 18 | 11 | 9  | 45 | 36 |
|         | 3 Llevant UE B    | 38 | 61  | 16 | 13 | 9  | 39 | 24 |
| Ascens  | 4 CE Castelló     | 38 | 61  | 17 | 10 | 11 | 34 | 24 |
|         | 5 Real Zaragoza B | 38 | 61  | 17 | 10 | 11 | 46 | 31 |
|         | 6 Vila Joiosa CF  | 38 | 58  | 17 | 7  | 14 | 47 | 42 |
|         | 7 CE Alcoià       | 38 | 52  | 14 | 10 | 14 | 48 | 50 |
|         | 8 UE Figueres     | 38 | 51  | 12 | 15 | 11 | 39 | 40 |
|         | 9 CF Badalona     | 38 | 50  | 13 | 11 | 14 | 39 | 38 |
|         | 10 SD Huesca      | 38 | 49  | 11 | 16 | 11 | 36 | 40 |
|         | 11 FC Barcelona B | 38 | 49  | 12 | 13 | 13 | 42 | 39 |
|         | 12 Benidorm CE    | 38 | 48  | 12 | 12 | 14 | 35 | 43 |
|         | 13 CE Sabadell FC | 38 | 46  | 11 | 13 | 14 | 43 | 49 |
|         | 14 CM Peralta     | 38 | 46  | 12 | 10 | 16 | 35 | 48 |
|         | 15 CA Osasuna B   | 38 | 45  | 10 | 15 | 13 | 31 | 47 |
|         | 16 UEA Gramenet   | 38 | 45  | 10 | 15 | 13 | 30 | 34 |
| Descens | 17 Girona FC      | 38 | 45  | 10 | 15 | 13 | 40 | 49 |
| Descens | 18 RCD Espanyol B | 38 | 45  | 13 | 6  | 19 | 56 | 47 |
| Descens | 19 Novelda CF     | 38 | 40  | 8  | 16 | 14 | 31 | 37 |
| Descens | 20 Peña Sport FC  | 38 | 28  | 6  | 10 | 22 | 17 | 52 |

El Llevant B no va poder disputar la promoció d'ascens en haver descendit el Llevant a segona divisió.
Màxims golejadors
- 18 	 SENDOA (Alacant)
- 16 	 TOLEDO (Zaragoza B)
- 15 	 JONATHAN (Espanyol B)
- 13 	 ORDÓÑEZ (Benidorm)
- 12 	 BORGE (Vila Joiosa)

Porters menys golejats
- 0,49 	17/35 	 MANU HERRERA (Llevant B)
- 0,50 	15/30 	 CHEMA (Alacant)
- 0,62 	23/37 	 OLIVA (Castelló)
- 0,84 	27/32 	 MIGUEL (Zaragoza B)
- 0,90 	27/30 	 ROCA (Novdelda)

## Classificació de la resta de grups
| Pos. | Club                         | Punts |
| ---- | ---------------------------- | ----- |
| 1    | SD Ponferradina              | 69    |
| 2    | Real Unión Club d'Irún       | 68    |
| 3    | Burgos CF                    | 63    |
| 4    | Zamora CF                    | 62    |
| 5    | Real Sociedad de Fútbol B    | 62    |
| 6    | CD Recreación de La Rioja    | 60    |
| 7    | Barakaldo CF                 | 59    |
| 8    | SD Lemona                    | 58    |
| 9    | Athletic Club B              | 57    |
| 10   | Cultural y Deportiva Leonesa | 56    |
| 11   | Amurrio Club                 | 51    |
| 12   | Deportivo Alavés B           | 51    |
| 13   | CF Palencia                  | 45    |
| 14   | CD Alfaro                    | 43    |
| 15   | Club Marino de Luanco        | 42    |
| 16   | CD Mirandés                  | 42    |
| 17   | CD Guijuelo                  | 39    |
| 18   | RS Gimnástica de Torrelavega | 32    |
| 19   | Sestao River Club            | 32    |
| 20   | Haro Deportivo               | 22    |

| Pos. | Club                        | Punts |
| ---- | --------------------------- | ----- |
| 1    | Sevilla FC B                | 66    |
| 2    | UB Conquense                | 66    |
| 3    | AD Ceuta                    | 65    |
| 4    | Lorca Deportiva CF          | 61    |
| 5    | UD Marbella                 | 59    |
| 6    | Algeciras CF                | 54    |
| 7    | CD Badajoz                  | 53    |
| 8    | UD Melilla                  | 52    |
| 9    | Real Jaén CF                | 51    |
| 10   | CF Extremadura              | 50    |
| 11   | CD Linares                  | 50    |
| 12   | Écija Balompié              | 50    |
| 13   | Cartagonova FC              | 49    |
| 14   | CD Díter Zafra              | 49    |
| 15   | CD Alcalá [de Guadaira]     | 48    |
| 16   | Talavera CF                 | 46    |
| 17   | Tomelloso CF                | 42    |
| 18   | CD Don Benito               | 36    |
| 19   | Jerez CF                    | 36    |
| 20   | Arenas Cultura y Deporte CF | 28    |

## Resultats finals
- Campions: Real Madrid B, SD Ponferradina, Alacant i Sevilla B
- Ascensos a Segona divisió espanyola de futbol: Hèrcules, Castelló, Lorca Deportiva CF i Real Madrid B
- Descensos a Tercera divisió: Fuerteventura, Mallorca B, Navalcarnero, At. Arteixo, Guijuelo, Gim. Torrelavega, Sestao River, Haro, Girona FC, Espanyol B, Novelda, Peña Sport, Tomelloso, Don Benito, Jerez de los Caballeros, Arenas de Armilla i Mirandés

## Llegenda
PJ-partits jugats, PG-guanyats, PE-empatats, PP-perduts, GF-gols a favor, GC-gols en contra, Pts-punts
| Promoció d'ascens | Promoció de descens | Descens directe |

 Ascens de categoria
 Descens de categoria